# Umalia chinensis
Umalia chinensis is een krabbensoort uit de familie van de Raninidae. De wetenschappelijke naam van de soort is voor het eerst geldig gepubliceerd in 2002 door Chen & Sun.